# Tervise Paradiis Water Centre
Tervise Paradiis Water Centre, estonsky také nazývaný Veeskus Pärnu, je akvapark (vodní park) na adrese Side 14 ve městě Pärnu v kraji Pärnumaa v Estonsku. Je situován nedaleko pobřeží Rižského zálivu (Liivi laht) Baltského moře. Je to největší akvapark v Estonsku.

## Galerie

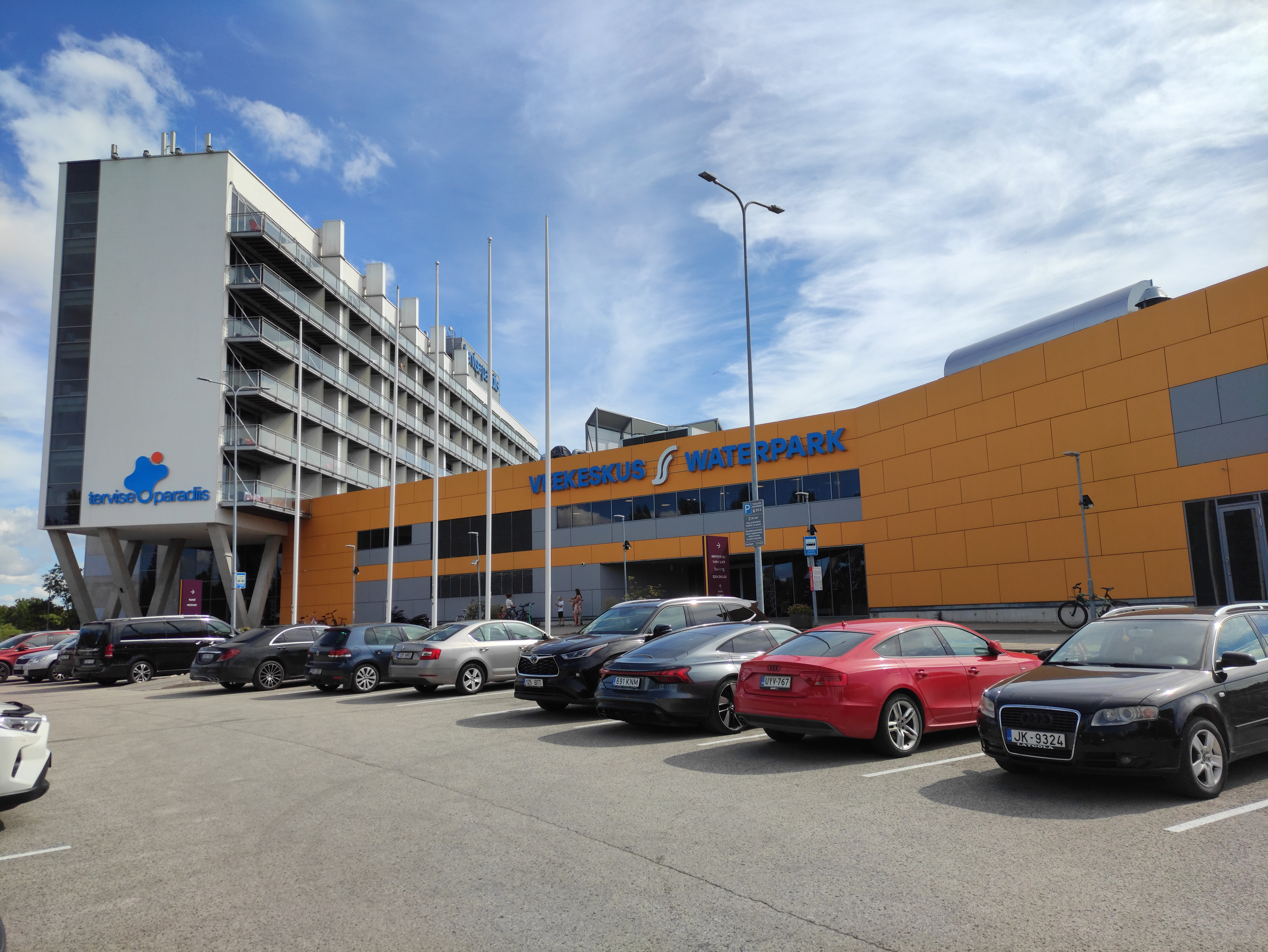
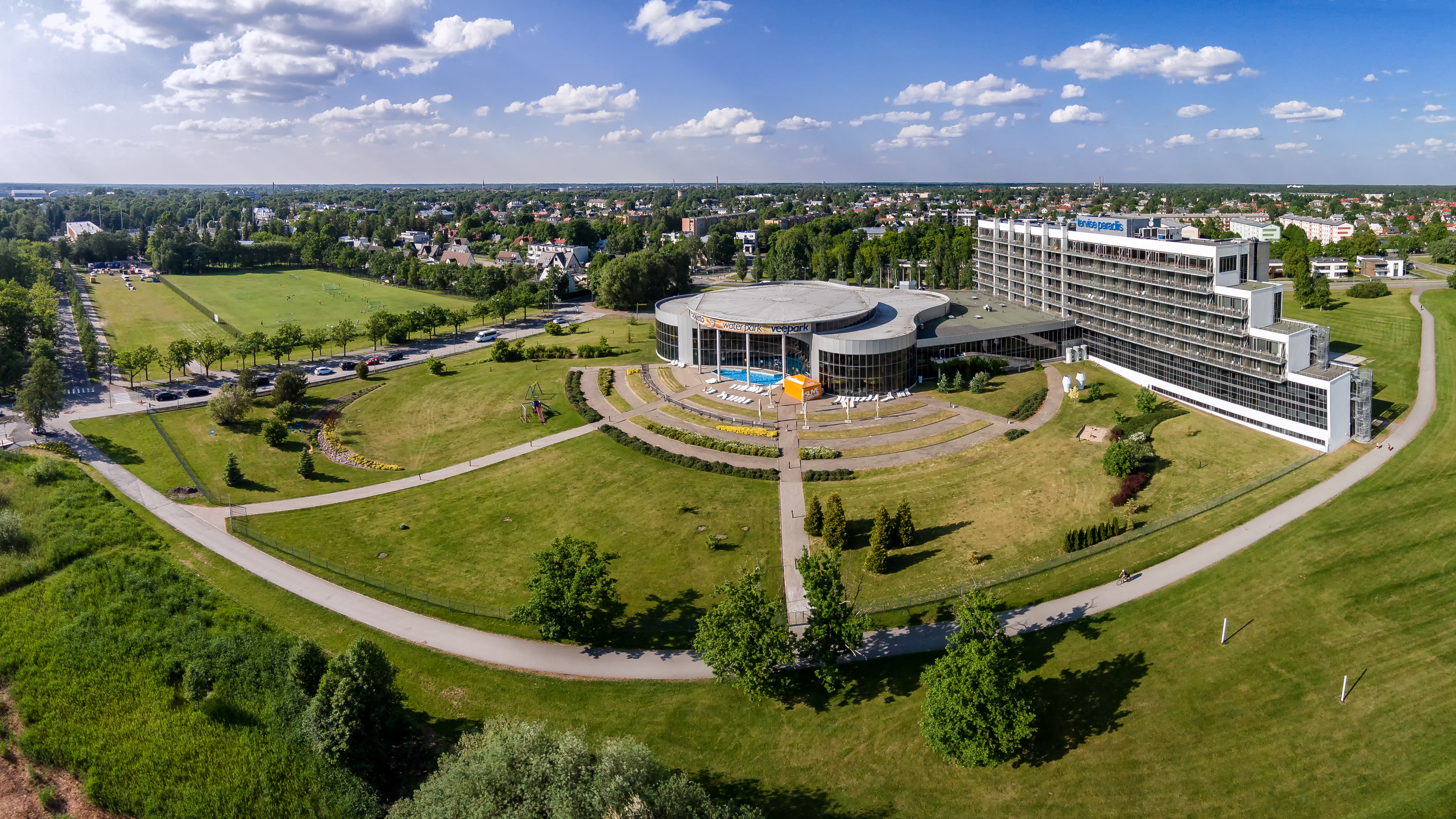
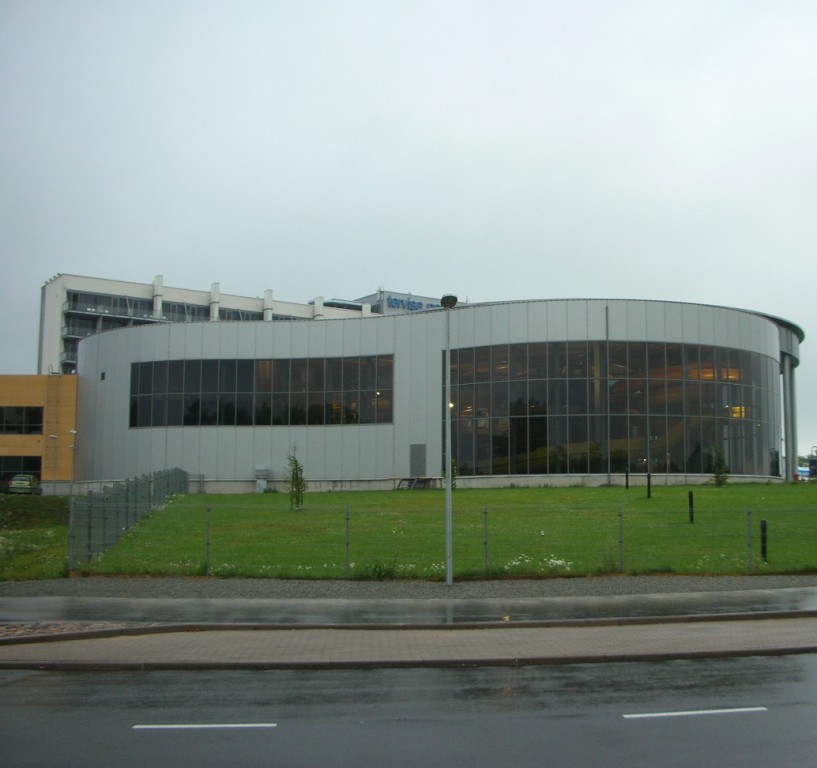

## Další informace
Tervise Paradiis Water Centre byl otevřen v roce 2004. Součástí akvaparku jsou bazény, sauny, lázně, 5 vodních skluzavek (nejdelší s délkou 85 m), vířivky, skokanská věž, umělá rychle tekoucí divoká řeka, brouzdaliště aj. Součástí je také čtyřhvězdičkový hotel, posilovna, bowlingová dráha a občerstvovací zařízení. Celý komplex patří společnosti Tervise Paradiis OÜ.